# Biblioteca Nacional Francisco Gavidia
A Biblioteca Nacional Francisco Gavidia, de El Salvador foi fundada pela administração pública do presidente Francisco Dueñas pelo Decreto Executivo do 5 de julho de 1870, publicado no jornal estatal O Constitucional n. 40, Tomo n. 4, de 7 de julho de 1870. A construção foi inaugurada oficialmente em 15 de março de 1888, segundo uma notícia publicada no Diário Oficial n. 65, Tomo n. 24, de 16 de março de 1888.

## Nome oficial
Foi fundada com o nome de "Biblioteca Nacional Salvadoreña". Adotou outros nomes ao longo do tempo, e no ano de 2002 passou a se denominar oficialmente como Biblioteca Nacional de El Salvador Francisco Gavidia, em honra a este escritor salvadoreño, que no passado ocupou o cargo de diretor da instituição.

## Fundo inicial e primeiras sedes
A Biblioteca Nacional foi fundada com o fundo inicial da coleção de obras que pertenceram ao cardeal Lambruschini, a qual ainda detém atualmente e é composta por mais de 6.000 livros publicados entre 1500 e 1800, em francês, italiano, espanhol e latim. A Biblioteca Nacional ocuparia um lugar dentro do antigo Palácio Nacional, que foi inaugurado em 1870 e destruído por um incêndio em 1889, de acordo com o disposto em seu decreto executivo de fundação.Mas o primeiro local que ocupou foi no canto sudeste da sede da Universidade de El Salvador (UES), que foi destruída pelo terremoto que atingiu a capital salvadorenha em 19 de março de 1873, obrigando a Biblioteca Nacional a se transferir provisoriamente ao antigo Palácio Nacional, até que em 1879 regressou ao novo edifício reconstruído da UES.

## A Biblioteca Nacional como parte da Universidade de El Salvador
Pelo Acordo Executivo de 9 de dezembro de 1871, publicado no Boletim Oficial n. 34, Tomo n. 1, de 16 de dezembro de 1871, o governo do presidente Santiago González decidiu doar a Biblioteca Nacional à Universidade de El Salvador; mas essa situação chegou a seu fim quando o governo do presidente Francisco Menéndez ordenou que a biblioteca fosse novamente desmembrada da universidade, em ato de 22 de setembro de 1887.

## Edifícios ocupados nos séculos XX e XXI
Em 1934 a Biblioteca Nacional foi transferida ao segundo andar do Teatro Nacional. Em 1938 a instituição comprou e ocupou a antiga casa do Círculo Militar, onde se manteve até 1964. Durante a gestão do diretor Baudilio Torres, e com o apoio da Associação de Bibliotecários de El Salvador, se conseguiu a construção do edifício de 9 andares para a Biblioteca Nacional e o Arquivo Geral da Nação, e sua inauguração se levou a cabo o 16 de janeiro de 1964. Mas em 1968 o Ministério de Educação foi transferido a este edifício, sendo colocados todos os livros em sua torre norte, enquanto o Arquivo Geral da Nação foi transferido para o atual Palácio Nacional. Devido ao terremoto do 10 de outubro de 1986, que atingiu duramente à cidade capital, dito edifício terminou destruído.
Em abril de 1987 a Biblioteca Nacional abriu o serviço de referência com uma pequena coleção em uma edificação localizada no Parque Infantil. Em julho de 1987 a Biblioteca Nacional alugou o Edifício San Rafael e a casa contígua na Rua Arce da capital, onde funcionaram os serviços prestados ao público. No atual Palácio Nacional localizaram-se as coleções de obras antigas e a Hemeroteca Nacional. A Sala de Braille foi alojada no Centro de Cegos Eugenia Viúva de Donas, na capital salvadorenha.
A Biblioteca Nacional ocupou depois o antigo edifício do Banco Hipotecario, localizado na face sul da Praça Gerardo Bairros, desde 1994 até 2021, quando foi demolido para construir uma nova sede.

## Demolição e reconstrução no século XXI
No final de 2021 e início de 2022 levou-se a cabo a demolição do antigo edifício da Biblioteca Nacional para a construção de uma nova edificação doada pela República Popular  da China, de acordo com um convênio assinado em 20 de setembro de 2019 pelos governos de El Salvador e desse país asiático. O parlamento salvadorenho, por sua vez, aprovou as "Disposições Especiais para a Aprovação e Execução do Projecto de Assistência da Construção da Biblioteca Nacional de El Salvador", mediante o Decreto Legislativo n. 249, de 21 de dezembro de 2021, publicado no Diário Oficial n. 244, Tomo n. 433, de 22 de dezembro de 2021. A primeira pedra do novo edifício foi colocada em 3 de fevereiro de 2022 pelo Presidente da República, Nayib Bukele. A construção da nova sede terá um custo estimado de 40 milhões de dólares e estará localizada no mesmo lugar que ocupava a edificação demolida entre 2021 e 2022.